# Look at Me Now
Look at Me Now – drugi singiel amerykańskiego rapera, piosenkarza Chrisa Browna. Utwór promuje jego czwarty album studyjny F.A.M.E.. Hip-hopowy otwór został napisany przez: Browna, Dipla, Jeana Baptista, Ryana Buendia, Lil Wayne'a i Busta Rhymesa. Produkcją zajęli się natomiast Diplo i Afrojack. W piosence gościnnie wystąpili Busta Rhymes i Lil Wayne. Singiel został wydany w formacie digital download, 1 lutego 2011 roku.

## Lista utworów
- Digital download[2]

1. "Look at Me Now" (feat. Lil Wayne & Busta Rhymes) — 3:43

## Notowania
| Notowania (2011)                              | Najwyższa pozycja |
| --------------------------------------------- | ----------------- |
| Australia (ARIA Charts)                       | 46                |
| Australia (ARIA Urban Singles)                | 16                |
| Kanada (Canadian Hot 100)                     | 61                |
| Nowa Zelandia (RIANZ)                         | 37                |
| Stany Zjednoczone (Billboard Hot 100)         | 6                 |
| Stany Zjednoczone (Hot R&B/Hip-Hop Songs)     | 1                 |
| Stany Zjednoczone (Pop Songs)                 | 34                |
| Wielka Brytania (The Official Charts Company) | 44                |